# Ваврув
Ваврув (пол. Wawrów, нім. Lorenzdorf) — село в Польщі, у гміні Санток Ґожовського повіту Любуського воєводства.
Населення — 1406 осіб (2011).
У 1975-1998 роках село належало до Гожовського воєводства.

## Демографія
Демографічна структура станом на 31 березня 2011 року:
|          | Загалом | Допрацездатний вік | Працездатний вік | Постпрацездатний вік |
| -------- | ------- | ------------------ | ---------------- | -------------------- |
| Чоловіки | 700     | 147                | 508              | 45                   |
| Жінки    | 706     | 139                | 462              | 105                  |
| Разом    | 1406    | 286                | 970              | 150                  |